# R-5 (航空機)
シコルスキー R-5
国立アメリカ空軍博物館のYH-5A
- 用途：ヘリコプター
- 製造者：シコルスキー
- 運用者：
  -  アメリカ合衆国（AAF、Army、AF、Navy、CG）
  -  オーストラリア（オーストラリア空軍）
  -  日本（警備隊、海上自衛隊）他
- 初飛行：1943年8月18日
- 生産数：300機以上

シコルスキー R-5（Sikorsky R-5、1948年からH-5、シコルスキー社内名称VS-327）は、シコルスキー・エアクラフト社で製造されたヘリコプターである。アメリカ空軍その前身のアメリカ陸軍航空軍とアメリカ海軍、アメリカ沿岸警備隊ではHO2S と HO3Sの名称で使用された。本機はアメリカ合衆国郵政省でも使用された。

## 設計と開発

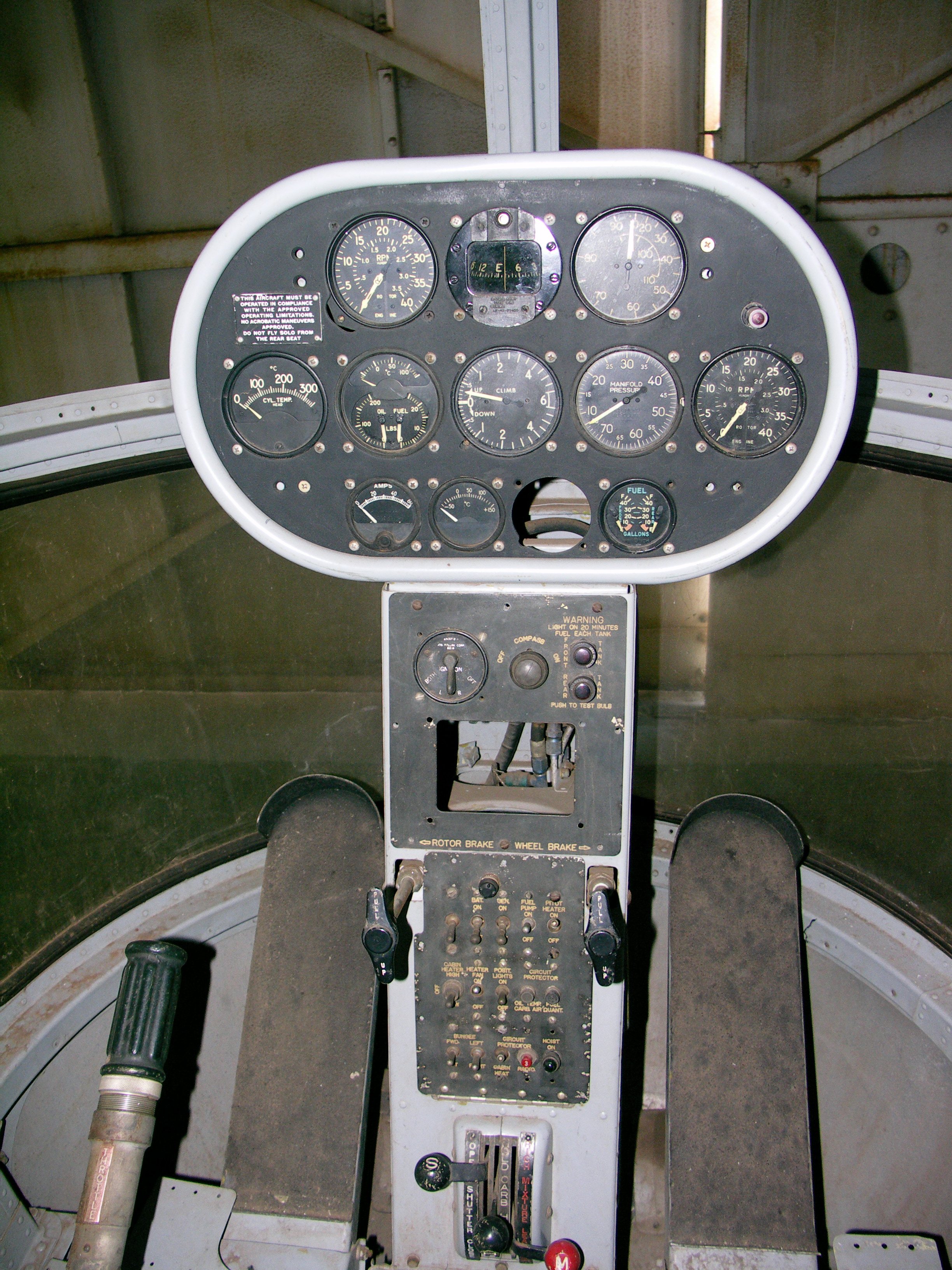
S-51の操縦席

R-5はシコルスキー R-4よりも大きな有効積載量、長い航続距離、速い速度、高い巡航高度の能力を持つヘリコプターとして設計された。2名の乗務員がタンデムに座る新規の長い胴体とより大直径の主ローターという点でR-4とは異なっていた。4機が発注されたXR-5の初号機は1943年8月18日に初飛行を行った。1944年3月にアメリカ陸軍航空軍は就役テスト用に26機のYR-5Aを発注し、最初の機体は1945年2月に納品された。この発注の後に、2床の担架を搭載するための支持架を取り付けた100機分の生産契約が続いたが実際には34機だけが納品された。
21機のYR-5Aに3つ目の座席、救難用ホイスト、予備燃料タンクと前輪が取り付けられ、アメリカ海軍は3機をHO2S-1として評価を行った。5機以上が複式操縦装置付きのYR-5Eに改装された。
4名分の座席とさらに大直径の主ローターを装着し総重量が増大した民間型のS-51が1946年2月16日に初飛行を行った。この型の11機がアメリカ空軍のR-5Fとなり、90機がHO3S-1としてアメリカ海軍に配備された。1946年12月にウエストランド・エアクラフト社とシコルスキー・エアクラフト社の間でイギリスでS-51を国産化して500hpのアルヴィス・レオニダス（Alvis Leonides）エンジンを搭載した ウエストランド＝シコルスキー WS-51 ドラゴンフライとしてライセンス生産する契約が締結された。300機以上のR-5が1951年に生産停止になるまでに製造された。ウエストランド・エアクラフト社によりかなり改造された型がウエストランド・ウィジョン（Westland Widgeon）としても開発された。
1948年に救難任務に特化したH-5Gが追加で39機、フロートを装備したH-5H水陸両用機が16機生産された。（1948年のアメリカ空軍発足に伴いR-5はH-5と改称された）

## 運用の歴史

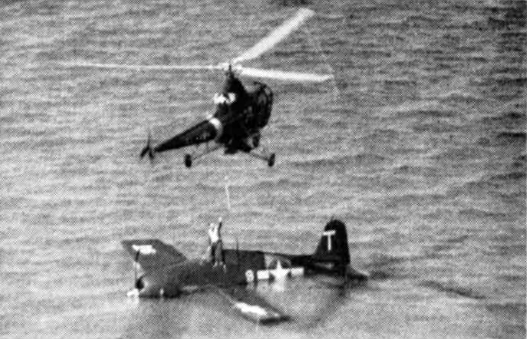
海に落ちたF6Fのパイロットを救助するHO3S-1（1949年）

その就役期間中にH-5は世界中で救難と救命任務に使用されたが、本機が有名になったのは朝鮮戦争に於ける働きによってであった。戦争期間中に本機は、敵の前線背後で撃墜された国連軍の操縦士を救出するためや前線で負傷した兵員を搬送するために繰り返し呼び寄せられ、これは本機の任務のほとんどをH-19 チカソーが代替するようになるまで続いた。

## 派生型

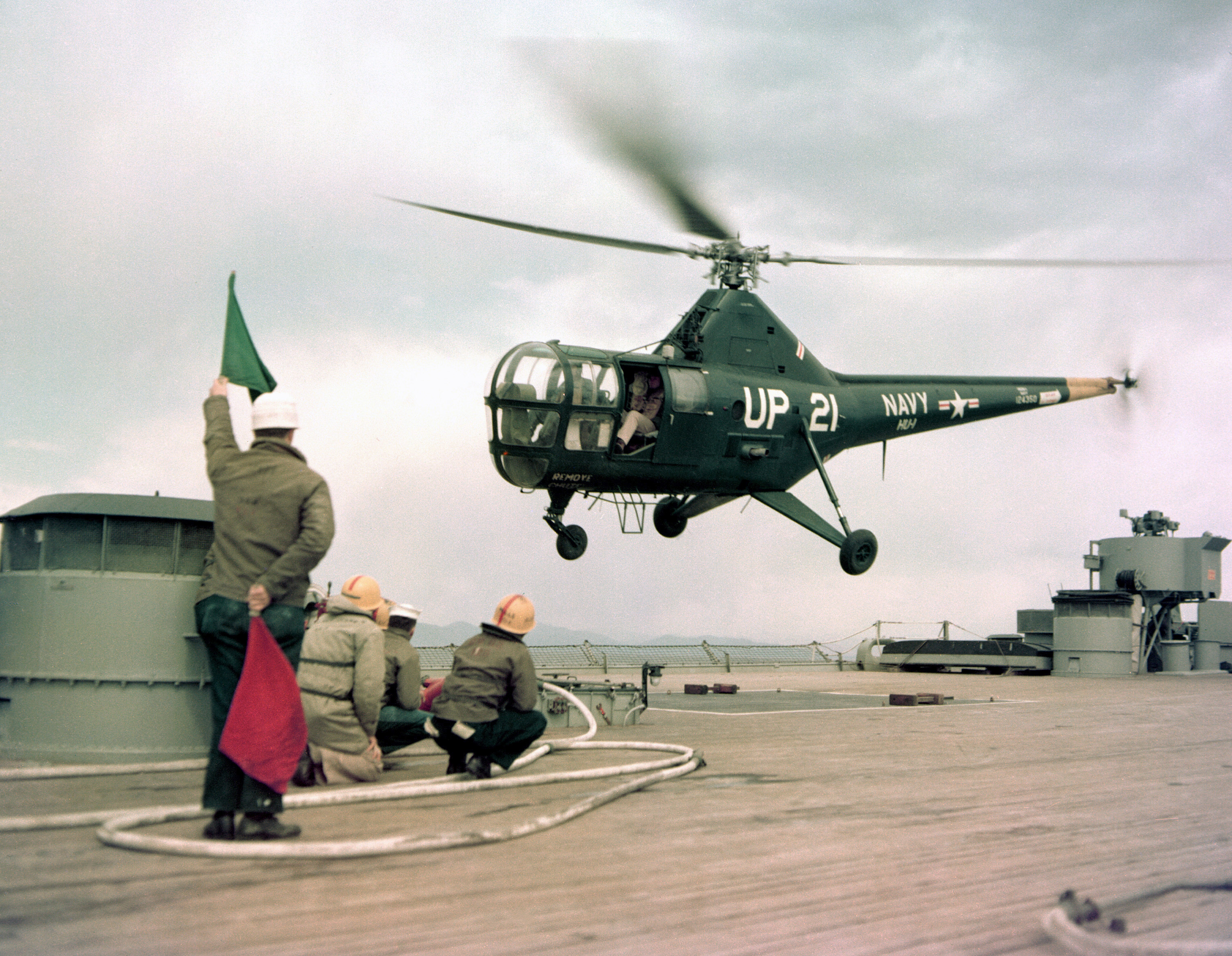
1953年、アメリカ海軍のHO3S-1

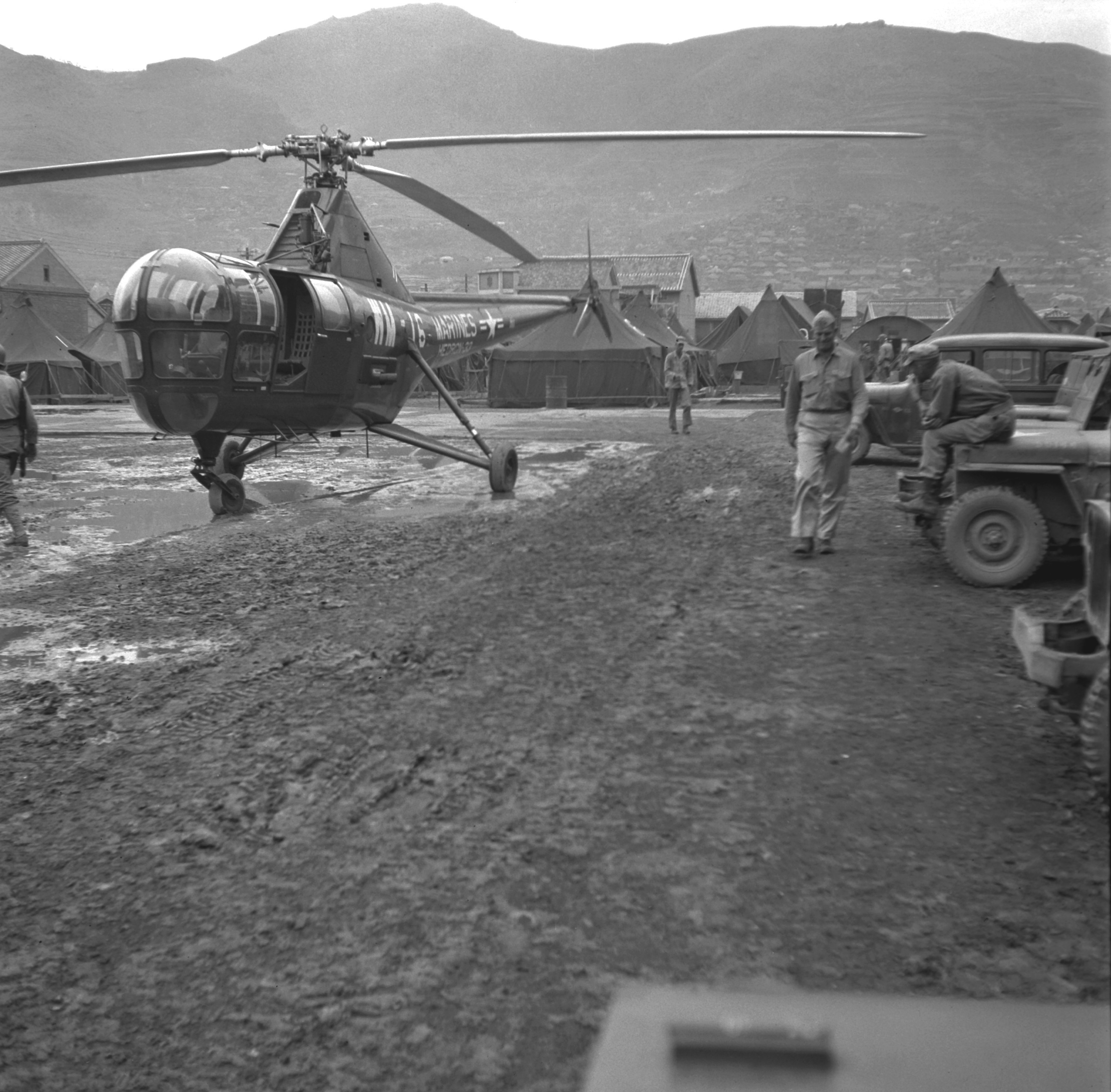
1950年、韓国、仁川の海兵隊第33飛行団のHO3S-1

XR-5
VS-372を基にした450hpのR-985-AN-5 エンジンを搭載した尾輪式降着装置の2座試作機。5機を製造。
YR-5A
XR-5に小改良を加えた型。アメリカ海軍の2機のH02S-1を含む26機を製造。
R-5A
2基の外部搭載担架を取り付けた救難機の生産型。後にH-5Aに改称、34機を製造。
R-5B
R-5Aの改造型。製造されず。
YR-5C
R-5Aの改造型。製造されず。
R-5D
前輪式降着装置、救難用ホイストを装着したR-5Aの改造型。20機を改装。後にH-5Dと改称。
YR-5E
複式操縦装置を装着したYR-5Aの改造型。5機を改装。後にYH-5Eと改称。
R-5F
民間型4座のS-51を1947年に購入。11機を製造。後にH-5Fと改称。
H-5A
R-5Aを改称
H-5D
R-5Dを改称
YH-5E
YR-5Eを改称
H-5F
R-5Fを改称
H-5G
4座、救難装置付きのH-5F。39機を購入。
H-5H
装備をアップデートしたH-5G。16機製造。
HO2S-1
アメリカ海軍向けの2機のYR-5A。後にアメリカ沿岸警備隊へ譲渡。発注された34機はキャンセル。
HO3S-1
H-5Fに似たアメリカ海軍向けの4座型。88機製造。
HO3S-1G
アメリカ沿岸警備隊向けのHO3S-1。9機製造。
HO3S-2
H-5Hの海軍型。製造されず。
HO3S-3
1950年に1機のH03S-1に再設計した主ローターを装着した改造型。
S-51
民間向けの4座輸送機型。

## 運用

### シコルスキー S-51
オーストラリア

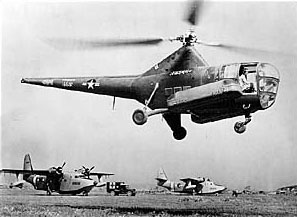
第3救難飛行隊のH-5とグラマン SA-16

- オーストラリア空軍 - 1947年から1964年まで3機が就役[3]
  - 第21飛行隊
  - 第22飛行隊
  - 第23飛行隊
  - 航空研究開発隊

 ブラジル
 フランス
- フランス海軍

 カナダ
 日本

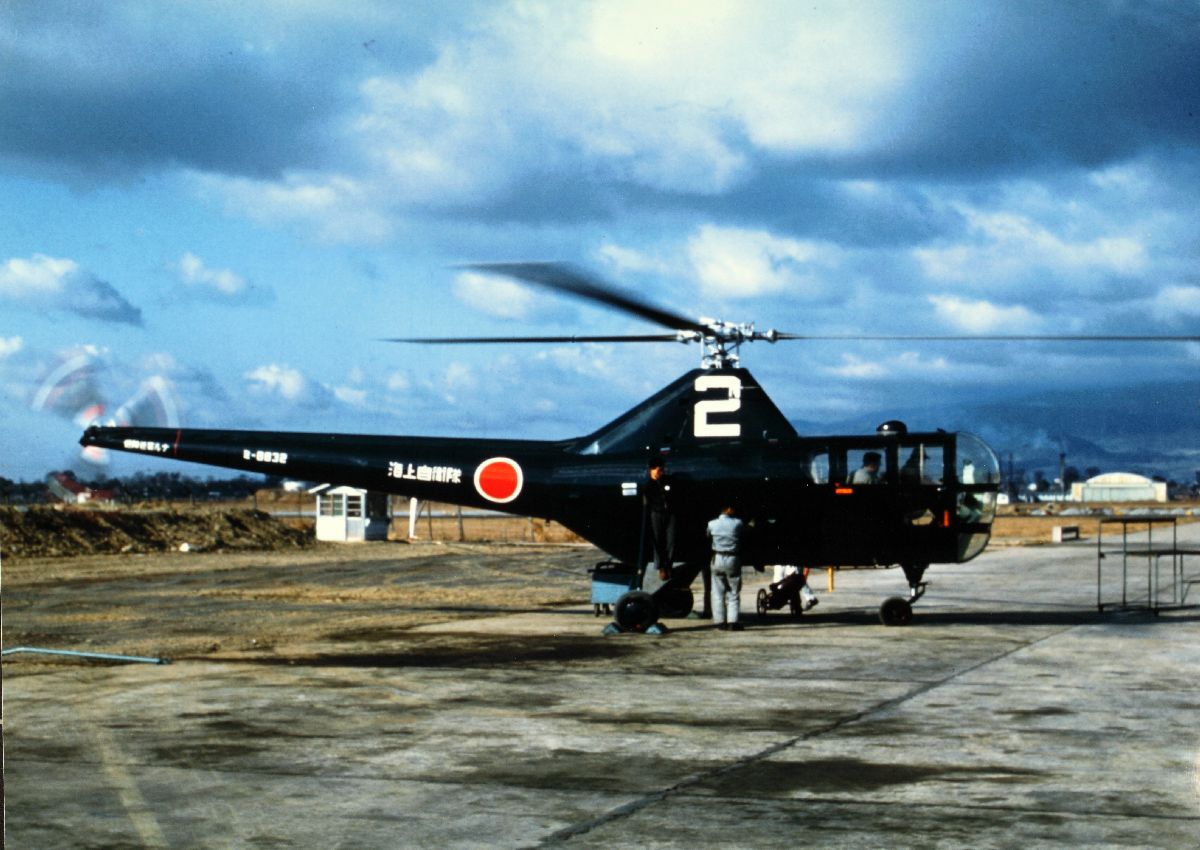
海上自衛隊のS-51

- 警備隊・海上自衛隊 - 昭和28年度と昭和29年度でイギリス製のS-51を3機導入した。操縦性は良好であったが哨戒機としての能力は低く、主に練習機として用いられて昭和36年度に退役した。
- 東北電力 - 1953年・56年・58年に1機ずつ就役。2機が墜落、残る1機が1967年退役。

 フィリピン
 南アフリカ
- 南アフリカ空軍 - 1950年代にズールーランドでマラリア退治のためのDDT散布に使用

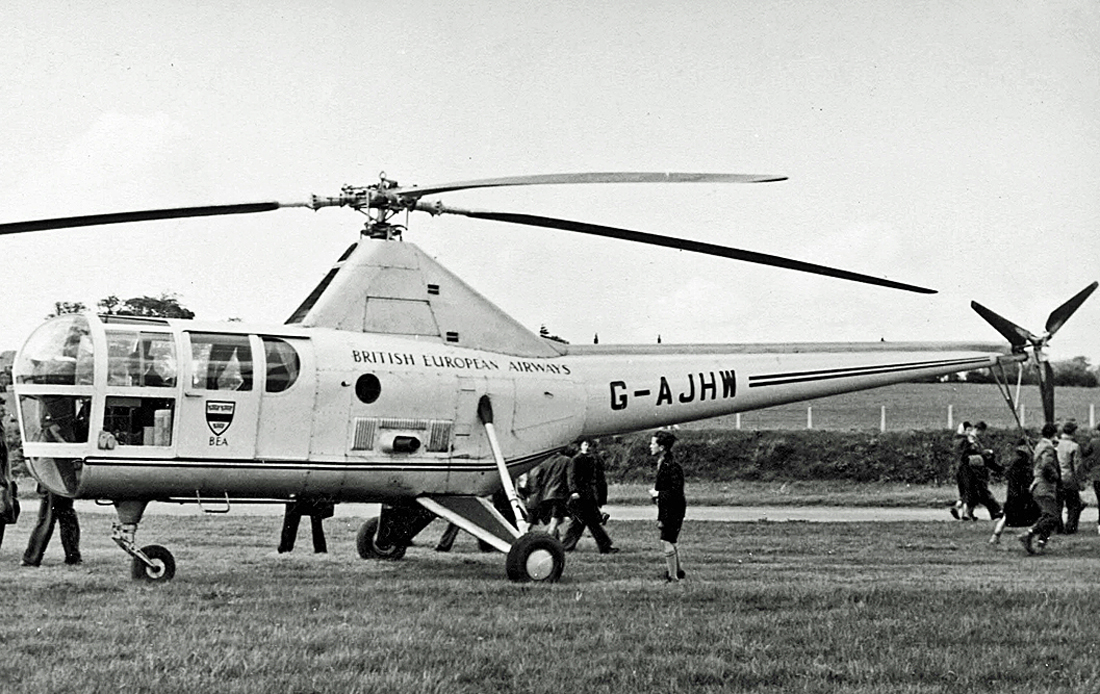
1953年、ブリティッシュ・ヨーロピアン航空のシコルスキー S-51

 タイ
 イギリス
- イギリス海軍
- 英国欧州航空

 アメリカ合衆国
- ロサンゼルス航空
- アメリカ陸軍
- アメリカ空軍
- アメリカ海軍

## 現存機
- ヘリコプター歴史保存協会で、ウェストランド社製で東北電力が運用していた機体が保存されている[4]。
- YH-5A (s/n 43-46620) がオハイオ州、デイトン近郊のライト・パターソン空軍基地に展示されている。この機体は1944年に発注された26機の中の1機であり、1955年3月にフロリダ州のエグリン空軍基地から入手[5]。
- フロリダ州、ペンサコーラの国立海軍航空博物館
- オランダ、レリスタットのアヴィオドローム
- 南アフリカ共和国、プレトリア郊外のスワルトコップの南アフリカ空軍博物館（South African Air Force Museum）
- 大韓民国、ソウル特別市の戦争記念館（屋外展示）

## 要目
- 乗員：
- 搭載量：
- 全長：12.5m(41ft2in)
- 全高：3.9m(12ft11in)
- 主ローター直径：14.6m(48ft)
- 主ローター旋回面積：
- 尾部ローター直径：2.5m(8ft5in)
- 空虚重量：
- 全備重量：2,184kg(4,815lb)

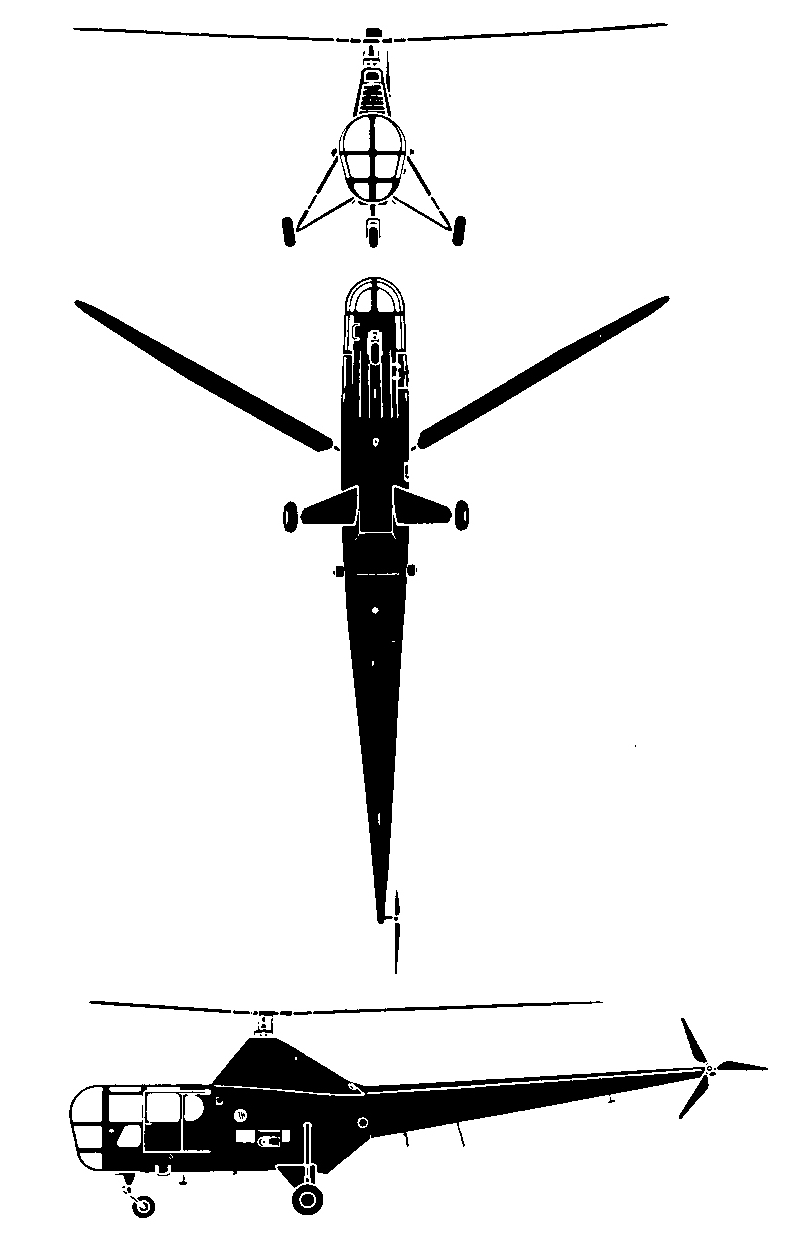
三面図

- エンジン：1×プラット・アンド・ホイットニー R-985星型エンジン、450hp(335kW)
- 最高速度：145km/h＝M.12(90mph、78kn)
- 航続距離：451km(280mi、244nm)
- 巡航高度：3,000m(10,000ft)

## 登場作品

### 映画
『東宝特撮作品』
下記の3作品に登場する機体はラジコンであり、映画を製作した東宝が撮影用に作ったものではなく、当時の東宝特殊撮影部の部長が趣味で作ったものである。
『空の大怪獣ラドン』
防衛隊のヘリコプターとして登場。帰巣本能によってラドンが阿蘇山に戻ったと考えられたことから、主人公たちを乗せて阿蘇山の火口を捜索し、火口内に潜んでいたラドンを発見する。
『地球防衛軍』
防衛隊の偵察ヘリコプターとして登場。第1次ミステリアンドーム攻撃前に飛来し、上空からミステリアンドームを偵察して現地の映像を司令部に送信する。
『モスラ』
防衛隊のヘリコプターとして登場。東京都内を進攻するモスラを上空から監視する。
『トコリの橋』
アメリカ海軍のHO3S-1が登場。主人公が搭乗するF9F戦闘機が海上と敵地に不時着した際、現場上空に飛来し救助活動を行う。

### ゲーム
『艦隊これくしょん』
S-51J及びS-51J改として登場。